# Gravenreuthia saturata
Gravenreuthia saturata är en insektsart som beskrevs av Karsch 1892. Gravenreuthia saturata ingår i släktet Gravenreuthia och familjen vårtbitare. Inga underarter finns listade i Catalogue of Life.